# کودتای ۲۰۲۳ نیجر
کودتای ۲۰۲۳ نیجر (انگلیسی: 2023 Nigerien coup d'état) در ۲۶ ژوئیه ۲۰۲۳، فرماندهان نظامی نیجر، رئیس‌جمهور محمد بازوم را بازداشت کردند، همزمان گروه دیگری از کودتاچیان سرنگونی وی را اعلام کردند، مرزهای کشور را بستند، مؤسسات دولتی را به حالت تعلیق درآوردند و ضمن اعلام تشکیل حکومت نظامی، منع آمد و شد اعلام نمودند. این پنجمین کودتای نظامی موفق است که از زمان استقلال این کشور در سال ۱۹۶۰ صورت می‌گیرد.
این قبضه قدرت توسط نظامیان در عرصه بین‌المللی به رسمیت شناخته نشده و به صورت گسترده توسط سران کشورها و سازمان‌های مختلف محکوم شده‌است. از آن جمله، جامعه اقتصادی کشورهای غرب آفریقا (اِکُواس) با تشکیل یک نشست اضطراری در روز ۳۰ ژوئیه، ضمن برقراری تحریم‌های شدید علیه نیجر و عوامل کودتا در آن، یک هفته به کودتاچیان مهلت داد رئیس‌جمهور پیشین را به قدرت بازگردانند؛ در غیر این صورت این جامعه «تمامی تمهیدات لازم» در این رابطه از جمله اعمال زور را اجرا خواهد کرد. در این حال، تعدادی از کشورهای عضو اکواس پشتیبانی خود را از کودتای نیجر اعلام کرده‌اند.

## پیشینه
از زمان استقلال نیجر از فرانسه در سال ۱۹۶۰ تاکنون چهار کودتای نظامی در این کشور صورت گرفته‌است که نخستین کودتا در سال ۲۰۱۰ بود. در این بین، چندین کودتای دیگر نیز انجام شد که آخرین آن روز قبل از تحلیف رئیس‌جمهور منتخب محمد بازوم در ۲۰۲۱ بود. بازوم نخستین رئیس‌جمهور منتخب دموکراتیک نیجر خوانده می‌شود که قدرت به صورت مسالمت‌آمیز به او منتقل شده‌است. او یکی از روسای حکومت غرب‌گرا در منطقه ساحل است. به هر صورت او در دوره زمام‌داری خود قادر به حل مسئله ستیزه‌جویان مسلح در کشور خود نشد. در این زمان ۱۱۰۰ نیروی آمریکایی و ۱۵۰۰ نیروی فرانسوی در نیجر استقرار دارند. از این منظر نیجر بیشترین نیروی فرانسوی در منطقه، از مجموع ۵٬۶۵۰ سرباز، را در خود جای داده‌است. بر طبق آمار بانک جهانی، نیجر به عنوان کشوری فقیر سالانه نزدیک به ۲ میلیارد دلار کمک خارجی دریافت می‌کند. حدود ۹۰ درصد از انرژی مورد نیاز این کشور از نیجریه تأمین می‌شود. به گفته بانک جهانی، نزدیک به ۴۲ درصد از جمعیت نیجر در فقر شدید به سر می‌برند.
در این حال، نیجر یکی از بزرگ‌ترین ذخایر معادن اورانیوم در جهان را دارد و دومین صادر کننده بزرگ آن به اتحادیه اروپا است. علاقه به اورانیومِ نیجر از سال ۲۰۲۲ با تلاش کشورهای اروپایی برای جایگزین کردن تأمین انرژی از روسیه تشدید شده‌است.
از ۲۰۲۰ تا این زمان مشابه این کودتا در کشورهای مجاور آن مانند گینه، مالی، سودان و بورکینافاسو رخ داده‌است، آنچنانکه این منطقه از آفریقا لقب «کمربند کودتا» به خود گرفته‌است. سال ۲۰۲۲ رهبران جامعه اقتصادی کشورهای غرب آفریقا توافقی برای تشکیل نیروی امنیتی منطقه‌ای برای مقابله با ستیزه‌جویان و جلوگیری از کودتاهای نظامی داشته‌اند.

## سیر حوادث

### ۲۶ ژوئیه

#### بازداشت بازوم و اعلام سرنگونی دولت

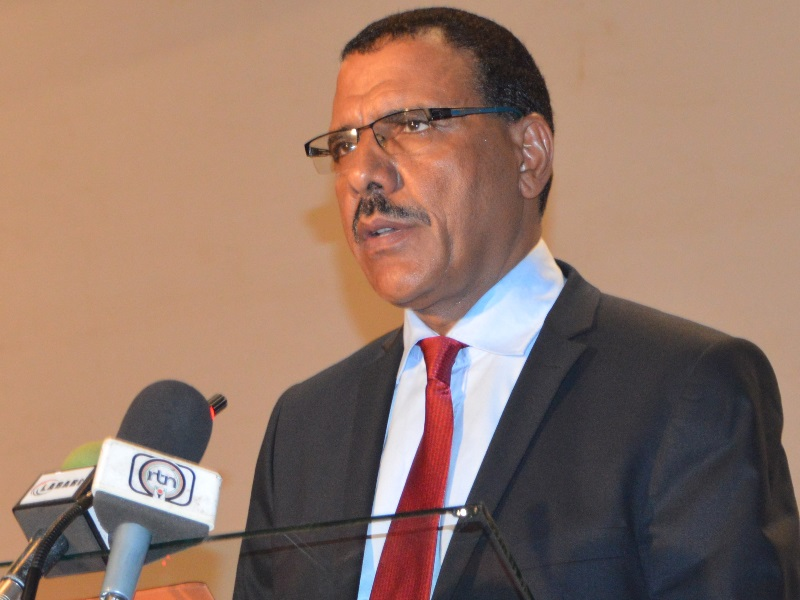
محمد بازوم که از سال ۲۰۲۱ تا کودتای ۲۰۲۳ رئیس‌جمهور نیجر بود.

کودتا روز چهارشنبه ۲۶ ژوئیه توسط گارد ریاست‌جمهوری نیجر به فرماندهی ژنرال عبدالرحمان تشیانی، با مسدود کردن خروجی کاخ ریاست‌جمهوری آغاز شد. روزنامه خصوصی لونکوتر چاپ نیجر، مدعی شده‌است قصد رئیس‌جمهور برای عزل تشیانی از مقام خود موجب وقوع این کودتا شده‌است.
همسر رئیس‌جمهور بازوم، هادیزه بازوم و پسرش سالم، همراه او در کاخ ریاست‌جمهوری بازداشت شدند. دختران بازوم در زمان کودتا در پاریس بودند. گفته می‌شود بازوم در سلامت به سر می‌برد و قادر است با سران کشورهای دیگر تماس تلفنی داشته باشد.
سرهنگ نیروی هوایی آمادو عبدرامانه در مخابره تلویزیونی وقوع کودتا را علنی کرد. او اذعان داشت نیروهای امنیتی و دفاعی به جهت «وضعیت رو به وخامت امنیت و حاکمیت بد» وادار به اقدام شده‌اند. عبدرامانه خواهان اجتناب از هر گونه دخالت خارجی شد و اعلام کرد تمامی مرزها مسدود و حکومت نظامی سراسری برقرار شده‌است. عبدالرحمان تشیانی در میان گروهی از نظامیان که این اعلامیه تلویزیونی را صادر کردند، دیده نمی‌شد.

#### پشتیبانی ارتش از کودتا
در بیانه‌ای به امضای رئیس ستاد، ارتش نیجر پشتیبانی خود را از کودتاچیان اعلام کرد. ارتش اولویت خود را جلوگیری از بی‌ثباتی و محافظت از رئیس‌جمهور و خانواده او دانست.

### ۲۷ ژوئیه
عبدرامانه تمامی فعالیت‌های احزاب سیاسی را تا اطلاع ثانوی در حالت تعلیق اعلام کرد.
مقاومت در برابر کودتا
در طرف مقابل، بازوم صبح روز ۲۷ ژوئیه در یک پست شبکه اجتماعی سوگند خورد از «دستاوردهای به سختی به‌دست‌آمده دموکراتیک» محافظت کند. حسومی مسودو، وزیرخارجه نیجر نیز از «نیروهای دموکراتیک» خواست در مقابل کودتاچیان مقاومت کنند. او در مصاحبه با فرانس ۲۴ گفت که مسئله هنوز از طریق گفت‌وگو قابل حل است و این که نمایندگانی از کشور همسایه نیجریه در حال مذاکره با ارتش هستند. بولا تینوبو، رئیس‌جمهور نیجریه گفت رهبران کشورهای منطقه در برابر عزل رئیس‌جمهور بازوم مقاومت خواهند کرد.
ناآرامی‌ها در نیامی
صدها تن از حامیان رئیس‌جمهور در مقابل کاخ ریاست‌جمهوری گرد آمدند و از نظامیان خواستند به پادگان‌ها بازگردند. این افراد پس از شلیک تیرهای اخطار متفرق شدند. این تنها مورد تیراندازی در این کودتای بدون خونریزی بوده‌است.
حامیان کودتا در مقابل مجلس ملی تجمع کردند. برخی پرچم روسیه را در دست داشتند و شعارهای ضد فرانسوی می‌دادند. این افراد به مقر حزب حاکم نیجر (حزب سوسیالیسم و دموکراسی نیجر - پی‌ان‌دی‌اس) در نیامی حمله بردند و آن را به آتش کشیدند. وزارت کشور نیجر با صدور بیانیه‌ای از تلویزیون حکومتی، این اقدامات را محکوم و تجمعات را تا اطلاع ثانوی ممنوع اعلام کرد. معترضان حزب را به فساد و بی‌عملی در مقابل ناامنی‌ها متهم می‌کنند. پس از خروج فعالان حزب از ساختمان، پلیس با شلیک گاز اشک‌آور سعی در متفرق کردن حمله‌کنندگان به مقر حزب کرد.

### ۲۸ و ۲۹ ژوئیه

#### انحلال قانون اساسی و تشکیل خونتای نظامی
خونتای نظامی تشکیل‌شده توسط کودتاگران موسوم به شورای ملی حفاظت از میهن، روز ۲۸ ژوئیه با صدور اطلاعیه دیگری قانون اساسی را معلق و تمامی نهادهای تشکیل‌شده بر مبنای آن را منحل خواند. این اطلاعیه عمر تشیانی را رئیس جدید حکومت نیجر «که از آن در روابط بین‌المللی نمایندگی می‌کند»، معرفی نمود.

#### جلسه اضطراری اکواس
جامعه اقتصادی کشورهای غرب آفریقا (اِکُواس) خواهان آزادسازی بلافاصله بازوم و بازگشت به نظم بر مبنای قانون شد. اکُواس اعلام کرد نشست اضطراری این سازمان منطقه‌ای را روز یکشنبه در ابوجا، پایتخت نیجریه تشکیل خواهد داد.
فرانسه تمامی کمک‌های مالی خود به نیجر از جمله برای توسعه آن را معلق نمود.

### ۳۰ ژوئیه

#### ضرب‌الاجل اکواس
اکُواس روز ۳۰ ژوئیه پس از برگزاری نشست اضطراری خود، در بیانیه‌ای به کودتاگران اخطار داد اگر در عرض یک هفته بازوم را آزاد و به جایگاه پیشین خود بازنگردانند، تمامی تمهیدات لازم، از جمله قوه نظامی، را برای بازیابی نظم بر مبنای قانون در نیجر صورت خواهند داد. اکُواس همچنین اعلام کرد همه مبادلات تجاری و مالی، اعضای آن با نیجر تعلیق شده‌است. اکُواس همچنین دارایی‌های نیجر و عوامل کودتا را در بانک‌های اعضای خود مسدود شده و ورود آن‌ها به این کشورها را ممنوع خواند. بلینکن، وزیرخارجه ایالات متحده «عزم» اکُواس در «دفاع از نظم بر مبنای قانون» را تحسین کرد.

#### تظاهرات حامیان کودتا
هزاران تن از حامیان کودتا مجدداً به خیابان‌های نیامی آمدند و ضمن حمل پرچم روسیه و سر دادن شعارهایی بر ضد فرانسه، پشتیبانی خود از خونتای نظامی را اعلام کردند. تجمع‌کنندگان با اعتراض نسبت به امکان دخالت خارجی، به سفارت فرانسه حمله کردند. عده‌ای سعی در ورود به ساختمان سفارت را داشتند که با شلیک گاز اشک‌آور متفرق شدند. پیش از این اتفاقات مشابهی در مالی و بورکینافاسو در حمل پرچم روسیه و حمله به سفارت فرانسه توسط حامیان کودتا در این کشورها، به وقوع پیوسته بود.

### ۳۱ ژوئیه و پس از آن
واکنش به تهدیدها
عبدرامانه در پخش تلویزیونی دولت ساقط‌شده را به وسیله ماسودو، وزیرخارجه، متهم به اجازه دادن به فرانسه جهت حمله به کاخ ریاست‌جمهوری برای آزادسازی بازوم، کرد. در این حال مکان به‌سر بردن ماسودو مشخص نیست. با این وجود کولونا، وزیرخارجه فرانسه این ادعا را رد کرد و بازگردان بازوم را همچنان ممکن دانست.
دولت‌های بورکینافاسو و مالی با صدور بیانیه‌ای مشترک در روز ۳۱ ژوئیه، ضمن ابراز همبستگی با مقامات خونتای نظامی نیجر، هر گونه دخالت نظامی خارجی در نیجر را «به مثابه اعلان جنگ» علیه این دو کشور دانستند. گینه هم موضع مشابهی اتخاذ کرد و گفت مشارکتی در اقدام علیه نیجر نخواهد داشت.
بازداشت عوامل دولت
حزب پی‌ان‌دی‌اس با دادن خبر دستگیری رئیس کمیته اجرایی خود و همچنین وزرای نفت، معدن، داخله و ترابری و وزیر پیشین دفاع، نیجر را در خطر گرفتار شدن به یکم «رژیم دیکتاتور و تمامیت‌خواه» خواند. طبق ادعای این حزب تا کنون مجموعاً ۱۳۰ تن از اعضای آن بازداشت شده‌اند.
تخلیه شهروندان اروپایی
کولونا، وزیرخارجه فرانسه اعلام کرد هواپیماهایی برای تخلیه «چند صد» شهروند این کشور و سایر کشورهای اروپایی از نیجر به دلیل «وضعیت بحرانی»، عازم شده‌اند و این عملیات احتمالاً در طی ۲۴ ساعت صورت بگیرد. فرانسه سخنی از خارج کردن ۱٬۵۰۰ نیروی نظامی خود از این کشور به میان نیاورده است. نخستین هواپیمای فرانسوی ۲۶۲ مسافر ساعت ۱:۳۰ بامداد ۲ اوت در فرودگاه شارل دو گل در پاریس بر زمین نشست.
طبق اعلام ارتش فرانسه تخلیه سربازان این کشور «به هیچ وجه در دستور کار نیست». به گفته وزیرخارجه فرانسه توافقی که با بازوم برای استقرار نیرو در نیجر امضا شده‌است «هنوز معتبر است» زیرا فرانسه «هیچ مرجعی را غیر از او» به رسمیت نمی‌شناسد. سخنگوی پنتاگون هم از اتخاذ موضع مشابهی توسط ایالات متحده خبر داد. در این حال، برخلاف کودتاهای مالی و بورکینافاسو که رژیم جدید در آن‌ها توافقات دفاعی با غربی‌ها را به سرعت لغو کردند، کودتاچیان در نیجر هنوز از فرانسه نخواسته‌اند نیروهای خود را از این کشور خارج کند.

## دیگر واکنش‌ها
سرگئی لاوروف، وزیرخارجه روسیه اذعان داشت نظم بر مبنای قانون می‌بایست بازیابی شود. با وجود برخی مشاهدات از حمل پرچم روسیه، هنوز هیچ نشانه از دخالت روسیه در این کودتا در دست نیست. لاوروف همچنین ایالات متحده را به «استاندارد دوگانه» در محکوم کردن کودتای نیجر اما پشتیبانی از «کودتا ۲۰۱۴ اوکراین» متهم کرد. با این حال، به نقل از پولیتیکو، یوگنی پریگوژین، رهبر گروه شبه‌نظامی روسی واگنر، روز سه‌شنبه ۲۷ ژوئیه با انتشار پستی در حساب منتصب به این گروه در تلگرام، خود را مسئول کودتا در نیجر معرفی کرد. او این اقدام را «تلاش مردم نیجر در برابر استعمار» در جهت «کسب استقلال» دانست. گروه واگنر خود یک ماه پیش دست به شورش علیه دولت روسیه زده بود.
کامالا هریس، معاون رئیس‌جمهور ایالات متحده همکاری با دولت نیجر را منوط به «تعهد مستمر به استانداردهای دموکراتیک» دانست. آنتونی بلینکن، وزیرخارجه ایالات متحده وعده «پشتیبانی تزلزل‌ناپذیر» از رئیس‌جمهور بازوم را داد. ویلیام روتو، رئیس‌جمهور کنیا قبضه قدرت توسط نظامیان در نیجر را «یک عقب‌گرد جدی» برای آفریقا توصیف کرد. آنالنا بربوک، وزیرخارجه آلمان از رهبران کودتا خواست اعضای بازداشت‌شده دولت سرنگون‌شده را آزاد کند و قدرت را به آن‌ها بازگردانند. او کشورش را آماده همکاری با شرکای اروپایی برای صورت دادن به دیگر تمهیدات دانست.
آنتونیو گوترش، دبیرکل سازمان ملل متحد خواهان آزادسازی «بلافاصله و بی‌قیدوشرط» بازوم شد. سازمان ملل اعلام کرد عملیات‌های انسان دوستانه خود در این کشور را به جهت افزایش خشونت‌ها متوقف کرده‌است. با این حال مشخص نیست که آیا کودتا دلیل این تعلیق بوده‌است یا خیر.
ناصر کنعانی، سخنگوی وزارت خارجه ایران روز دوشنبه نهم مرداد (۳۱ ژوئیه) در پاسخ به سؤالی دربارهٔ وضعیت نیجر خاطرنشان کرد: «ما با دقت تحولات مربوط به این کشور را دنبال می‌کنیم. تأکید جمهوری اسلامی ایران احترام به حاکمیت قانون است و اینکه ما خواهان آرامش و صلح و ثبات در این کشور دوست آفریقایی خودمان هستیم. راه‌حل مشکلات را گفت‌وگوی طرف‌های داخلی این کشور می‌دانیم و امیدواریم روند تحولات در این کشور به سمت آرامش، ثبات و تأمین نظرات مردم این کشور پیش برود.»
امارات متحده عربی نیز این کودتا را محکوم کرد؛ احتمالاً بدین جهت که گفته‌های رسانه‌ای محلی مبنی بر حمایت این کشور از کودتا را از خود دور کند. دیگر کشورهای منطقه از جمله ترکیه، مصر و عربستان سعودی با صدور بیانیه‌های «ملایم‌تری»، در این ارتباط ابراز «نگرانی» کردند. بیانه چین در این باره هم لحنی «بی‌طرف» داشت و بر امنیت شهروندان خود تأکید نمود.